# آیدا خالاتیان
آیدا خالاتیان (انگلیسی: Aida Khalatian؛ زادهٔ ۱۷ نوامبر ۱۹۷۱) تنیس‌باز اهل ارمنستان است.

## فینال‌های ITF

### تکنفره‌ها (1–1)
| $۱۰۰٬۰۰۰ tournaments |
| $۷۵٬۰۰۰ tournaments  |
| $۵۰٬۰۰۰ tournaments  |
| $۲۵٬۰۰۰ tournaments  |
| $۱۰٬۰۰۰ tournaments  |

| نتیجه       | No. | تاریخ          | تورنمنت            | سطح زمین | حریف           | Score    |
| ----------- | --- | -------------- | ------------------ | -------- | -------------- | -------- |
| برنده       | ۱.  | ۲۵ نوامبر ۱۹۹۱ | باش جراح، الجزایر  | زمین سخت | Lea Ghirardi   | ۷–۵, ۶–۳ |
| نایب قهرمان | ۲.  | ۲۵ مه ۱۹۹۲     | پوتینیانو، ایتالیا | زمین سخت | Cristina Salvi | ۱–۶, ۲–۶ |

### دونفره‌ها (6–3)
| نتیجه       | No. | تاریخ          | تورنمنت             | سطح زمین | شریک            | حریفان                              | Score         |
| ----------- | --- | -------------- | ------------------- | -------- | --------------- | ----------------------------------- | ------------- |
| برنده       | ۱.  | ۲ سپتامبر ۱۹۹۱ | بورگاس، بلغارستان   | زمین سخت | Karina Kuregian | Maria Marfina Svetlana Komleva      | ۶–۴, ۶–۲      |
| برنده       | ۲.  | ۱۸ نوامبر ۱۹۹۱ | بن عکنون، الجزایر   | زمین سخت | Karina Kuregian | Lea Ghirardi Raphaella Liziero      | ۶–۴, ۶–۲      |
| برنده       | ۳.  | ۲۵ نوامبر ۱۹۹۱ | باش جراح، الجزایر   | زمین سخت | Karina Kuregian | Natalia Chasovaya Nadia Streltsova  | 7–6(3), ۶–۲   |
| نایب قهرمان | ۴.  | ۲۴ فوریه ۱۹۹۲  | یافا، اسرائیل       | زمین سخت | Karina Kuregian | Virginia Humphreys-Davies Jane Wood | ۴–۶, ۳–۶      |
| برنده       | ۵.  | ۲ مارس ۱۹۹۲    | رمت هشارون، اسرائیل | زمین سخت | Karina Kuregian | Virginia Humphreys-Davies Jane Wood | ۶–۴, ۳–۶, ۶–۴ |
| برنده       | ۶.  | ۱۸ مه ۱۹۹۲     | سالرنو، ایتالیا     | زمین رسی | Karina Kuregian | Manuela Bargis Stefania Indemini    | ۶–۳, ۶–۰      |
| نایب قهرمان | ۷.  | ۲۵ مه ۱۹۹۲     | پوتینیانو، ایتالیا  | زمین سخت | Karina Kuregian | اولگا لوجینا النا ماکارووا          | ۲–۶, ۴–۶      |
| نایب قهرمان | ۸.  | ۷ سپتامبر ۱۹۹۲ | وارنا               | زمین رسی | Nelly Barkan    | Maria Marfina Karina Kuregian       | ۴–۶, ۴–۶      |
| برنده       | ۹.  | ۲۶ اکتبر ۱۹۹۲  | شولی, لیتوانی       | زمین رسی | Maria Marfina   | Julia Liutrova Isabela Martin       | ۶–۴, ۶–۴      |